# أل نيكلسون
أل نيكلسون هو لاعب هوكي الجليد كندي، ولد في 26 أبريل 1936، وتوفي في 9 ديسمبر 1978.

## وصلات خارجية
- أل نيكلسون على موقع دوري الهوكي الوطني (الإنجليزية)
- أل نيكلسون على موقع قاعة مشاهير الهوكي (لاعب أن.إتش.أل) (الإنجليزية)
- أل نيكلسون على موقع EliteProspects.com (الإنجليزية)
- أل نيكلسون على موقع HockeyDB.com (الإنجليزية)
- أل نيكلسون على موقع Hockey-Reference.com (الإنجليزية)